# 2022年の野球
2022年の野球（2022ねんのやきゅう）では、2022年の野球界における動向をまとめる。
2021年の野球 - 2022年の野球 - 2023年の野球

## 出来事

### 1月
- 2日
  - 【オーストラリアン・ベースボールリーグ】 メルボルン・エイシズがジェネビーブ・ビーコムと育成契約を結び、ABL史上初めて女性選手と契約を結んだ[1]。
- 5日
  - 【独立・日本海オセアンリーグ】 福井ネクサスエレファンツは、ヘッドコーチ兼投手コーチとして、元阪神タイガース選手で前徳島インディゴソックス監督の吉田篤史の就任を発表した[2]。
- 7日
  - 【独立・日本海オセアンリーグ】 滋賀GOブラックスは、投手コーチとして、前広島東洋カープコーチの澤崎俊和の就任を発表した[3]。
- 12日
  - 【独立・日本海オセアンリーグ】石川ミリオンスターズは、野手コーチの後藤光尊が監督に就任することを発表[4]。
- 16日
  - 【独立・ルートインBCリーグ】茨城アストロプラネッツの松田康甫が、MLBロサンゼルス・ドジャースとマイナー契約を結んだと発表される[5]。
- 19日
  - 【独立・北海道ベースボールリーグ】今年からリーグ戦に参加予定の滝川プレインウィンズは、本拠地を当初予定の滝川市から奈井江町に移すとともに、中空知地区の球場を使用すること、チーム名とロゴを再作成することを発表した[6]。
- 20日
  - 【独立・四国アイランドリーグplus】徳島インディゴソックスは、球団戦略アドバイザー兼コーチの岡本哲司が監督に就任することを発表した[7]
- 28日
  - 【高校野球】 第94回選抜高等学校野球大会選考委員会[8]
- 31日
  - 【独立・北海道ベースボールリーグ】本拠地変更に伴う球団名変更を発表していた滝川プレインウィンズは、新しい球団名が「奈井江・空知ストレーツ」となったことを発表した[9]。
  - 【独立・北海道フロンティアリーグ】美唄ブラックダイヤモンズは、チーム初の監督として元北照高等学校野球部監督の河上敬也が就任することを発表した[10]。
  - 【独立・日本海オセアンリーグ】 福井ネクサスエレファンツは、前北海道日本ハムファイターズ投手の秋吉亮が入団することを発表した[11]。

### 2月
- 3日
  - 【メキシカンリーグ】（現地時間2日） ベラクルス・イーグルスは、前神奈川フューチャードリームス（元読売ジャイアンツ）の高木勇人と選手契約を結んだと発表[12]。
  - 【独立・ルートインBCリーグ】 茨城アストロプラネッツはピッチングコーチ兼任選手として、元福岡ソフトバンクホークスの巽真悟の入団を発表[13]。
- 4日
  - 【女子高校野球】読売ジャイアンツは、第23回全国高等学校女子硬式野球選抜大会の決勝戦を東京ドームで実施することを発表[14]。
- 16日
  - 【日本代表】NPBエンタープライズは、3月5日・6日に予定されていた台湾代表との強化試合を中止すると発表した[15]。
- 17日
  - 【独立・北海道フロンティアリーグ】石狩レッドフェニックスは、チーム初の監督として前横浜DeNAベイスターズコーチの坪井智哉の就任を発表した[16]。
- 18日
  - 【高校野球】日本高等学校野球連盟は理事会を開き従来、7回終了以前に雨天等で打ち切った未成立の試合はノーゲームとし翌日以降最初から試合をしていたが、3月18日開幕予定の第94回選抜高等学校野球大会より打ち切り直前の場面からゲームを再開する継続試合導入を決定[17]。
- 28日
  - 【独立】日本独立リーグ野球機構 (IPBL)は、北海道フロンティアリーグの加盟を承認[18]。また賛助会員だった琉球ブルーオーシャンズを除名とすることを発表した[19]。

### 3月
- 4日
  - 【独立・ルートインBCリーグ】新潟アルビレックス・ベースボール・クラブは、前NPBオリックス・バファローズの吉田一将の入団を発表した[20]。
- 18日
  - 【独立・北海道フロンティアリーグ】士別サムライブレイズは、監督兼選手のトニ・ブランコとの契約解除と、元近鉄バファローズのラルフ・ブライアントの監督就任を発表した[21]。
- 31日
  - 【高校野球】第94回選抜高等学校野球大会の決勝が阪神甲子園球場で行われ大阪桐蔭（近畿・大阪）が近江（近畿・滋賀）を18-1で降し2018年（第90回）以来4年ぶり4回目の優勝[22]。

### 4月
- 1日
  - 【独立・関西独立リーグ】堺シュライクスは、投手コーチとして元阪神タイガースの藤原正典の就任を発表した[23]。
- 2日
  - 【独立・日本海オセアンリーグ】 新発足したリーグの開幕戦2試合（滋賀対福井、富山対石川）が、滋賀県彦根市の滋賀県立彦根総合運動場野球場（オセアンBCスタジアム）で開催された（滋賀と富山が勝利）[24][25]。
- 3日
  - 【女子高校野球】第23回全国高等学校女子硬式野球選抜大会決勝が東京ドームで行われ、福井工業大学福井（福井）が神戸弘陵学園 （兵庫）を延長10回タイブレークの末、2-1で降し初優勝[26]。
- 11日
  - 【独立・ルートインBCリーグ】神奈川フューチャードリームスは、NPBの横浜DeNAベイスターズから加藤大、スターリン・コルデロ、ハンセル・マルセリーノ、勝又温史の4選手が派遣されることを発表[27]。
- 13日
  - 【独立・九州アジアリーグ】大分B-リングスはチーム内に新型コロナウイルス感染症の陽性者が複数発生したため、4月15日から17日までの公式戦3試合を延期すると発表[28]。その後、回復が長引いたため4月22日から24日までに予定されていた主催3試合も延期となった[29]。
- 24日
  - 【独立・日本海オセアンリーグ】 福井ネクサスエレファンツは、監督の南渕時高が体調不良を理由に申し出た休養を受理し、休養期間中の代行監督にヘッドコーチ兼投手コーチの吉田篤史が就任することを発表した[30]。その後、5月31日に南渕との監督契約は解除されている（吉田が引き続き代行監督）[31]。
- 25日
  - 【独立・ルートインBCリーグ】埼玉武蔵ヒートベアーズは、新入団選手として、NPBの埼玉西武ライオンズや千葉ロッテマリーンズでプレーし、2014年にロッテを退団したG.G.佐藤の入団を発表[32][33]。佐藤は4月29日に1日だけの選手登録をおこなって同日の対神奈川フューチャードリームス戦に出場、試合中には引退セレモニーが実施された[34]。

### 5月
- 1日
  - 【大学野球・関甲新学生野球連盟】 白鷗大学の曽谷龍平が対松本大学戦でノーヒットノーランを達成[35]。
  - 【独立・北海道フロンティアリーグ】 リーグの開幕戦となる石狩レッドフェニックス対美唄ブラックダイヤモンズの試合が、青葉公園野球場でおこなわれ、石狩が7対3で勝利した[36]。
- 10日
  - 【独立・ルートインBCリーグ】 茨城アストロプラネッツの選手1名が新型コロナウイルス感染症の陽性判定を受けたことに伴い、茨城が5月9日から13日までチームの活動を休止（この間の公式戦2試合を中止）することを発表[37]。また福島レッドホープスも同日、チーム関係者7名が陽性判定となったことと5月15日までのチームの活動を停止（この間の公式戦4試合を中止）することを発表した[38]。
- 23日
  - 【独立・関西独立リーグ】和歌山ファイティングバーズは、本拠地である田辺市出身で元阪神タイガースコーチの濱中治がゼネラルマネージャーに就任すると発表[39]。

### 6月
- 6日
  - 【独立・四国アイランドリーグplus】高知ファイティングドッグスは、むつみスタジアムでおこなわれた徳島インディゴソックスとのダブルヘッダーに連勝して、前年後期に続いて2期連続となる前期優勝（前期優勝単独では16年ぶり）を達成した[40]。
- 12日
  - 【大学野球】第71回全日本大学野球選手権大会決勝が神宮球場で行われ、亜細亜大学が7-1で上武大学を下し20年ぶり5回目の優勝[41]。
- 29日
  - 【独立・日本海オセアンリーグ】福井ネクサスエレファンツは、監督代行の吉田篤史より「体調不良による休養」の申し出があり、休養中は野手コーチの早坂圭介が監督代行に就任することを発表[42]。

### 7月
- 19日
  - 【独立・ルートインBCリーグ】栃木ゴールデンブレーブスは、お笑いコンビ・ティモンディの高岸宏行が選手（投手）として入団することを発表した[43]。
- 29日
  - 【社会人】第93回都市対抗野球大会決勝が東京ドームで行われ、ENEOS（横浜市）が東京ガス（東京都）に5-4で勝ち9年ぶり12回目の優勝[44]。

### 8月
- 2日
  - 【女子高校野球】第26回全国高等学校女子硬式野球選手権大会の決勝が阪神甲子園球場で行われ横浜隼人（神奈川）が開志学園（新潟）を延長10回タイブレークの末、4-3で降し初優勝[45]。
- 22日
  - 【高校野球】第104回全国高等学校野球選手権大会の決勝が阪神甲子園球場で行われ仙台育英（宮城）が下関国際（山口）を8-1で降し初優勝。東北地方の高校が甲子園大会で優勝するのは春夏通じて初めて[46]。
- 23日
  - 【独立・さわかみ関西独立リーグ】 優勝マジックを1としていた堺シュライクスは[47]、マジック対象チームの和歌山ファイティングバーズが敗れたため[48]、3年連続3度目の優勝を達成[49][50]。
- 26日
  - 【独立・日本独立リーグ野球機構】日本独立リーグ野球機構は、今年のグランドチャンピオンシップを、加盟する四国アイランドリーグplus、ベースボール・チャレンジ・リーグ、九州アジアリーグ、北海道フロンティアリーグの各優勝チームによるトーナメント戦で、9月30日と10月1日に、藤崎台県営野球場にて開催することを発表した[51]。来年度以降の開催球場は、年ごとに加盟リーグの持ち回りとすることもあわせてあきらかにされた[51]。
- 29日
  - 【独立・日本独立リーグ野球機構】日本独立リーグ野球機構は、機構に加盟するベースボール・チャレンジ・リーグ、九州アジアリーグ、北海道フロンティアリーグからの選抜によるチーム「日本独立リーグ野球機構選抜」を組織して、10月に開催されるみやざきフェニックス・リーグに参加することを発表した[52]。
  - 【独立・ルートインBCリーグ】南地区で優勝マジックを1としていた茨城アストロプラネッツは、J:COMスタジアム土浦でおこなわれた対埼玉武蔵ヒートベアーズ戦に2対1で勝利し、球団創設以来初となる地区優勝を達成した[53]。また、北地区で優勝マジックを1としていた信濃グランセローズは、高崎市城南野球場でおこなわれた対群馬ダイヤモンドペガサス戦に6対0で勝利し、地区優勝を達成した[54]。
- 30日
  - 【女子高校野球】第13回全国高等学校女子硬式野球 ユース大会決勝がナゴヤ球場で行われ、神戸弘陵（兵庫）が花巻東（岩手）を5-0で下し2年連続5回目の優勝[55]。

### 9月
- 4日
  - 【独立・北海道ベースボールリーグ】 すながわリバーズはこの日開催された対富良野ブルーリッジ戦に9対3で勝利し、初のリーグ優勝を達成[56]。
- 9日
  - 【独立・九州アジアリーグ】宮崎県を本拠とする宮崎サンシャインズの加盟を承認したと発表[57]。
- 15日
  - 【独立・九州アジアリーグ】火の国サラマンダーズはこの日実施された対北九州戦（県営筑豊緑地野球場）に勝利し[58]、リーグ優勝を達成[59]。火の国サラマンダーズのリーグ優勝は2年連続[60]。
  - 【独立・九州アジアリーグ】福岡北九州フェニックスは、2023年度シーズンから球団名を「北九州下関フェニックス」に変更することを発表した[61]。
- 17日
  - 【独立・四国アイランドリーグplus】後期優勝マジックを1としていた徳島インディゴソックスは、むつみスタジアムでおこなわれた愛媛マンダリンパイレーツ戦に2対1で勝利し、後期優勝を達成[62]。
- 21日
  - 【独立・北海道ベースボールリーグ】新球団「旭川ビースターズ」（旭川 Beː Stars）がリーグに加盟し、2023年からリーグ戦に参加することを発表した[63]。
- 23日
  - 【独立・ルートインBCリーグ】信濃グランセローズは、茨城アストロプラネッツと対戦したリーグチャンピオンシップ第3戦（中野市営野球場）に5対2で勝利し[64]、対戦成績を3勝0敗として5年ぶりのリーグ年間優勝を達成した[65]。
- 24日
  - 【独立・四国アイランドリーグplus】高知ファイティングドッグスは、徳島インディゴソックスと対戦したリーグチャンピオンシップ第2戦（むつみスタジアム）に1対0で勝利し[66]、13年ぶり3回目のリーグ総合優勝を達成[67]。
- 26日
  - 【独立・北海道フロンティアリーグ】士別サムライブレイズは、石狩レッドフェニックスと対戦したリーグチャンピオンシップ第4戦（美唄市営野球場）に4対3で勝利し、対戦成績を3勝2敗（1敗はリーグ戦1位チームのアドバンテージによる）として初優勝を達成[68]。
- 27日
  - 【高校野球】日本高校野球連盟は、来春の第95回選抜高等学校野球大会を記念大会とし、例年より4枠多い36校で開催することを決定。ベスト4進出の多い関東・東海・四国、県数に対し出場枠の少ない東北を各1枠増[69]。
- 30日
  - 【独立・日本海オセアンリーグ】滋賀GOブラックスはこの日の試合の結果勝ち点を68とし、2位の富山GRNサンダーバーズが残試合を全勝して勝ち点が同数となっても勝利数で上回るため、リーグとしての初優勝を達成[70]。

### 10月
- 1日
  - 【独立・関西独立リーグ】06BULLSは、2023年シーズンよりチーム名を「大阪ゼロロクブルズ」に変更することを発表した[71]。
  - 【独立・日本独立リーグ野球機構】火の国サラマンダーズは、リプワーク藤崎台球場で開催されていたグランドチャンピオンシップの決勝で信濃グランセローズに勝利し、初優勝を達成[72]。
- 2日
  - 【独立・関西独立リーグ】兵庫ブレイバーズは、来シーズンの監督に2022年は選手としてプレーした山川和大の就任を発表した[73]。山川は現役は引退する予定[74]。
- 4日
  - 【独立・関西独立リーグ】06BULLSは、桜井広大監督の退任を発表[75]。
- 17日
  - 【独立・関西独立リーグ】06BULLSは、藤井秀悟が来シーズンの監督に就任すること、新コーチとして浅井良のヘッドコーチ就任、小山桂司のバッテリーコーチ就任を発表した[76]。
- 24日
  - 【独立・関西独立リーグ】2023年より淡路島を本拠とする新球団（名称未定）が加入し、5球団でリーグ戦を実施することを発表[77]。新球団の監督には、元中日ドラゴンズコーチの赤堀元之が就任することも併せて明らかにした[77]。
- 31日
  - 【独立・日本海オセアンリーグ】 福井ネクサスエレファンツの今年限りでの活動休止、ならびに2023年シーズンからのリーグ戦参加を前提とした千葉県での新球団設立を発表[78]。

### 11月
- 2日
  - 【独立・九州アジアリーグ】大分B-リングスは、監督として宇佐市出身の山下和彦、ゼネラルマネージャーとして大分市出身の岡崎郁が就任することをそれぞれ発表した[79]。
- 9日
  - 【社会人】第47回社会人野球日本選手権大会決勝が京セラドーム大阪で行われ、8-1でトヨタ自動車がNTT東日本を下し、4大会ぶり6回目の優勝[80]。
- 11日
  - 【独立】琉球ブルーオーシャンズは、取り巻く環境が依然として厳しいことを理由に、今年度の活動が終了するこの日をもって、チームの活動を一時休止すると発表した[81]。
- 16日
  - 【独立・関西独立リーグ】 来年度よりリーグ戦に参加する淡路島の新球団の球団名が、「淡路島ウォリアーズ」に決定したことを発表[82]。
- 22日
  - 【独立・ルートインBCリーグ】群馬ダイヤモンドペガサスは、来シーズンの監督として、元西武ライオンズの鈴木哲の就任を発表した[83]。
- 24日
  - 【高校・大学野球】第53回明治神宮野球大会高校の部・大学の部決勝が神宮球場で行われ、高校の部は大阪桐蔭（近畿・大阪）が6-5で広陵（中国・広島）を下し2年連続2回目の優勝。[84]。大学の部は明治大学（東京六大学）が1-0で國學院大學（東都）を下し6年ぶり7回目の優勝[85]。

### 12月
- 1日
  - 【独立・さわかみ関西独立リーグ】和歌山ファイティングバーズは、運営会社が当月より変更したのに伴い、球団名を「和歌山ウェイブス」に変更したと発表した[86][87]。
- 3日
  - 【独立・九州アジアリーグ】大分B-リングスは、元東京ヤクルトスワローズの内川聖一の入団を発表した[88]。
- 7日
  - 【独立・日本海オセアンリーグ】 来シーズンから参加する千葉球団（仮称）の球団代表兼監督に、2022年は福井のコーチを務めた早坂圭介が就任することを発表[89]。
- 15日
  - 【独立・北海道フロンティアリーグ】士別サムライブレイズは、元オリックス・バファローズ育成選手の中村勝が、監督兼GM兼選手として入団することを発表した[90]。
- 21日
  - 【独立・ルートインBCリーグ】埼玉武蔵ヒートベアーズは来シーズンの監督として、元西武ライオンズの西崎幸広が就任することを発表した[91]。
  - 【独立・日本海オセアンリーグ】神奈川県を本拠とする新球団「YKSホワイトキングス」が2023年シーズンより加入することを発表[92]。
- 22日
  - 【独立・日本海オセアンリーグ】滋賀GOブラックスの運営を滋賀県内の企業に譲渡するとともに、その準備期間として2023年はチームの活動を休止すると発表[93]。
- 26日
  - 【独立・日本海オセアンリーグ】 リーグ名を「ベイサイドリーグ」に変更して千葉とYKSの2球団による運営とし、富山GRNサンダーバーズと石川ミリオンスターズの2球団は新たに設立される「日本海リーグ」でリーグ戦を実施すると発表[94][95]。両リーグの間で交流戦は実施するとしている[94]。

## 競技結果

### 独立リーグ

#### 四国アイランドリーグplus
※四国アイランドリーグplusの結果
|      | 前期                       | 前期 | 前期 | 前期 | 前期 | 前期 | 後期                       | 後期 | 後期 | 後期 | 後期 | 後期 |
| 順位 | 球団                       | 勝   | 敗   | 分   | 勝率 | 差   | 球団                       | 勝   | 敗   | 分   | 勝率 | 差   |
| ---- | -------------------------- | ---- | ---- | ---- | ---- | ---- | -------------------------- | ---- | ---- | ---- | ---- | ---- |
| 優勝 | 高知ファイティングドッグス | 17   | 13   | 4    | .567 | -    | 徳島インディゴソックス     | 18   | 11   | 5    | .621 | -    |
| 2位  | 香川オリーブガイナーズ     | 16   | 14   | 4    | .533 | 1.0  | 愛媛マンダリンパイレーツ   | 16   | 14   | 4    | .533 | 2.5  |
| 3位  | 徳島インディゴソックス     | 15   | 16   | 3    | .484 | 1.5  | 香川オリーブガイナーズ     | 14   | 17   | 3    | .452 | 2.5  |
| 4位  | 愛媛マンダリンパイレーツ   | 9    | 17   | 8    | .346 | 3.5  | 高知ファイティングドッグス | 13   | 18   | 3    | .419 | 1.0  |

##### リーグチャンピオンシップ
- 9月23日（高知市野球場）、24日（むつみスタジアム）

第1戦 高知 5 - 1 徳島
第2戦 高知 1 - 0 徳島
（高知は13年ぶり3回目の総合優勝）

#### ベースボール・チャレンジ・リーグ
※ベースボール・チャレンジ・リーグの結果
| 北地区 | 北地区                                   | 北地区 | 北地区 | 北地区 | 北地区 | 北地区 |
| 順位   | 球団                                     | 勝     | 敗     | 分     | 勝率   | 差     |
| ------ | ---------------------------------------- | ------ | ------ | ------ | ------ | ------ |
| 優勝   | 信濃グランセローズ                       | 37     | 21     | 5      | .638   | -      |
| 2位    | 新潟アルビレックス・ベースボール・クラブ | 30     | 28     | 6      | .517   | 7.0    |
| 3位    | 群馬ダイヤモンドペガサス                 | 29     | 30     | 6      | .492   | 1.5    |
| 4位    | 福島レッドホープス                       | 19     | 41     | 0      | .317   | 10.5   |

| 南地区 | 南地区                       | 南地区 | 南地区 | 南地区 | 南地区 | 南地区 |
| 順位   | 球団                         | 勝     | 敗     | 分     | 勝率   | 差     |
| ------ | ---------------------------- | ------ | ------ | ------ | ------ | ------ |
| 優勝   | 茨城アストロプラネッツ       | 40     | 24     | 2      | .625   | -      |
| 2位    | 栃木ゴールデンブレーブス     | 29     | 28     | 7      | .509   | 7.5    |
| 3位    | 埼玉武蔵ヒートベアーズ       | 24     | 29     | 5      | .453   | 3.0    |
| 4位    | 神奈川フューチャードリームス | 22     | 35     | 5      | .386   | 4.0    |

##### プレーオフシリーズ
- 地区チャンピオンシップ
  - 北地区 9月10日（中野市営野球場）

第1戦 信濃5 - 4群馬
  - 南地区 第1戦9月10日、第2戦9月11日（大宮運動公園市民球場）

第1戦 栃木10 - 1茨城
第2戦 茨城2 - 1栃木
- リーグチャンピオンシップ 日立市民球場（9月17日・9月18日）、中野市営野球場（9月23日）
第1戦 信濃5 - 3茨城
第2戦 信濃4 - 0茨城
第3戦 信濃5 - 2茨城

（信濃は5年ぶり2回目の優勝）

#### 九州アジアリーグ
※九州アジアリーグの結果
| 年間 | 年間                   | 年間 | 年間 | 年間 | 年間 | 年間 |
| 順位 | 球団                   | 勝   | 敗   | 分   | 勝率 | 差   |
| ---- | ---------------------- | ---- | ---- | ---- | ---- | ---- |
| 優勝 | 火の国サラマンダーズ   | 46   | 31   | 1    | .597 | -    |
| 2位  | 福岡北九州フェニックス | 39   | 35   | 0    | .527 | 5.5  |
| 3位  | 大分B-リングス         | 28   | 44   | 2    | .389 | 10.0 |

（火の国は2年連続2回目の優勝）

#### 北海道フロンティアリーグ
※北海道フロンティアリーグの結果
リーグ戦
| 年間 | 年間                     | 年間 | 年間 | 年間 | 年間 | 年間 |
| 順位 | 球団                     | 勝   | 敗   | 分   | 勝率 | 差   |
| ---- | ------------------------ | ---- | ---- | ---- | ---- | ---- |
| 1位  | 石狩レッドフェニックス   | 27   | 18   | 1    | .600 | -    |
| 2位  | 士別サムライブレイズ     | 20   | 23   | 3    | .465 | 6.0  |
| 3位  | 美唄ブラックダイヤモンズ | 19   | 25   | 2    | .432 | 1.5  |

##### チャンピオンシップ
- 美唄市営野球場（9月22日、24日 - 26日）

第1戦 石狩 15 - 4 士別
第2戦 士別 8 - 6 石狩
第3戦 士別 9 - 7 石狩
第4戦 士別 4 - 3 石狩
（士別は初優勝）

#### グランドチャンピオンシップ
※グランドチャンピオンシップの結果
- リプワーク藤崎台球場（準決勝：9月30日、決勝・3位決定戦:10月1日）

準決勝第1戦 信濃 6 - 1 高知
準決勝第2戦 火の国 23 - 0 士別
3位決定戦 高知 16 - 1士別
決勝 火の国 6 - 0 信濃
（火の国は初優勝）

#### 関西独立リーグ
※関西独立リーグの結果
| 年間 | 年間                       | 年間 | 年間 | 年間 | 年間 | 年間 |
| 順位 | 球団                       | 勝   | 敗   | 分   | 勝率 | 差   |
| ---- | -------------------------- | ---- | ---- | ---- | ---- | ---- |
| 優勝 | 堺シュライクス             | 37   | 9    | 2    | .804 | -    |
| 2位  | 和歌山ファイティングバーズ | 21   | 25   | 2    | .457 | 16.0 |
| 3位  | 06BULLS                    | 18   | 27   | 3    | .400 | 2.5  |
| 4位  | 兵庫ブレイバーズ           | 15   | 30   | 3    | .333 | 3.0  |

（堺は3年連続3回目の優勝）

#### 北海道ベースボールリーグ
※北海道ベースボールリーグの結果
| 年間 | 年間                   | 年間 | 年間 | 年間 | 年間 | 年間 |
| 順位 | 球団                   | 勝   | 敗   | 分   | 勝率 | 差   |
| ---- | ---------------------- | ---- | ---- | ---- | ---- | ---- |
| 優勝 | すながわリバーズ       | 27   | 8    | 4    | .771 | -    |
| 2位  | 富良野ブルーリッジ     | 17   | 17   | 4    | .500 | 9.5  |
| 3位  | 奈井江・空知ストレーツ | 9    | 28   | 2    | .243 | 19.0 |

（すながわは初優勝）

#### 日本海オセアンリーグ
※日本海オセアンリーグの結果
| 年間 | 年間                     | 年間 | 年間 | 年間 | 年間 | 年間 |
| 順位 | 球団                     | 勝   | 敗   | 分   | 勝点 | 勝率 |
| ---- | ------------------------ | ---- | ---- | ---- | ---- | ---- |
| 優勝 | 滋賀GOブラックス         | 31   | 22   | 6    | 68   | .585 |
| 2位  | 富山GRNサンダーバーズ    | 29   | 20   | 10   | 68   | .592 |
| 3位  | 福井ネクサスエレファンツ | 28   | 25   | 6    | 62   | .528 |
| 4位  | 石川ミリオンスターズ     | 14   | 35   | 10   | 38   | .285 |

（滋賀は初優勝）

### 社会人野球
- 第93回都市対抗野球大会（7月18日 - 29日：東京ドーム）

決勝 ENEOS （横浜市）　5 - 4 東京ガス（東京都）
ENEOSは9年ぶり12回目の優勝
- 第47回社会人野球日本選手権大会（10月30日 - 11月9日：京セラドーム大阪）

決勝 トヨタ自動車（東海第1）　8 - 1 NTT東日本（関東第2）
トヨタ自動車は5年ぶり6回目の優勝
- 天皇賜盃第77回全日本軟式野球大会ENEOSトーナメント（9月16日 - 22日、さがみどりの森球場）

決勝 フタバ産業（愛知東）3 - 1 AKIRA （千葉）
フタバ産業は初優勝

### 大学野球
- 第71回全日本大学野球選手権大会（6月6日 - 12日：神宮球場、東京ドーム）

決勝 亜細亜大（東都） 7 - 1 上武大（関甲新学生）
（亜細亜大学は20年ぶり5回目の優勝）
- 第53回明治神宮野球大会大学の部（11月18日 - 24日：神宮球場）

決勝 明治大（東京六大学） 1 - 0 国学院大（東都）
（明治大学は6年ぶり7回目の優勝）
- 各大学リーグ結果（太字は大学選手権、明治神宮大会出場権を得た大学）
  - 北海道学生野球連盟
1部春季優勝：東京農業大北海道オホーツク
2部春季優勝：帯広畜産大
1部秋季優勝：東京農業大北海道オホーツク
2部秋季優勝：室蘭工業大
  - 札幌学生野球連盟
1部春季優勝：東海大札幌キャンパス
2部春季優勝：札幌学院大
3部春季優勝：北海道文教大
1部秋季優勝：星槎道都大
2部秋季優勝：北翔大
3部秋季優勝：北海道文教大学
  - 北東北大学野球連盟
1部春季優勝：富士大
2部春季優勝：岩手大
3部春季優勝：秋田看護福祉大
1部秋季優勝：青森大
2部秋季優勝：青森公立大
3部秋季優勝：秋田県立大
  - 仙台六大学野球連盟
春季優勝：東北福祉大
秋季優勝：仙台大
  - 南東北大学野球連盟
1部春季優勝：東日本国際大
1部秋季優勝：東日本国際大
    - 関東地区大学野球選手権大会優勝（関東五連盟第1）：上武大

  - 千葉県大学野球連盟
1部春季優勝：千葉経済大
2部春季優勝：千葉商科大
3部春季優勝：理科大
1部秋季優勝：国際武道大
2部秋季優勝：千葉商科大
3部秋季優勝：秀明大
  - 関甲新学生野球連盟
1部春季優勝：上武大
2部春季優勝：群馬大
1部秋季優勝：上武大
2部秋季優勝：群馬大
  - 東京新大学野球連盟
1部春季優勝：流通経済大
2部春季優勝：東洋学園大
3部春季優勝：電気通信大
4部春季優勝：東京工科大
1部秋季優勝：流通経済大
2部秋季優勝：東京学芸大
3部秋季優勝：電気通信大
4部秋季優勝：東京海洋大
  - 東京六大学野球連盟
春季優勝：明大
秋季優勝：明大
  - 東都大学野球連盟
1部春季優勝：亜大
2部春季優勝：東洋大
3部春季優勝：学習院大
4部春季優勝：帝京平成大
1部秋季優勝：國學院大
2部秋季優勝：専大
3部秋季優勝：帝京平成大
4部秋季優勝：成蹊大
  - 首都大学野球連盟
1部春季優勝：東海大
2部春季優勝：明治学院大
1部秋季優勝：日体大
2部秋季優勝：城西大
  - 神奈川大学野球連盟
1部春季優勝：神奈川大
2部春季優勝：松蔭大
1部秋季優勝：桐蔭横浜大
2部秋季優勝：鶴見大
  - 愛知大学野球連盟
1部春季優勝：名城大
2部春季優勝：愛知東邦大
3部春季優勝：名工大
    - 東海・北陸・愛知三連盟王座決定戦

1部秋季優勝：名城大
2部秋季優勝：愛知大
3部秋季優勝：名古屋産業大
  - 東海地区大学野球連盟
    - 岐阜学生野球連盟春季優勝：中京学院大
    - 三重学生野球連盟春季優勝：皇學館大
    - 静岡学生野球連盟春季優勝：静岡大
    - 岐阜学生野球連盟秋季優勝：岐阜協立大
    - 三重学生野球連盟秋季優勝：皇學館大
    - 静岡学生野球連盟秋季優勝：静岡産業大

  - 北陸大学野球連盟
1部春季優勝：金沢学院大
2部春季優勝：金沢大
1部秋季優勝：金沢学院大
2部秋季優勝：富山大
  - 関西学生野球連盟
春季優勝：近大
秋季優勝：関西大
  - 関西六大学野球連盟
春季優勝：大商大
秋季優勝：大商大
  - 阪神大学野球連盟
1部春季優勝：天理大
2部東リーグ春季優勝：大阪電気通信大
2部西リーグ春季優勝：追手門学院大
1部秋季優勝：天理大
2部東リーグ秋季優勝：追手門学院大
2部西リーグ秋季優勝：甲南大
  - 近畿学生野球連盟
1部春季優勝：和歌山大
2部春季優勝：大工大
3部春季優勝：羽衣国際大
1部秋季優勝：大阪公立大
2部秋季優勝：神戸医療未来大
3部秋季優勝：東大阪大
  - 京滋大学野球連盟
1部春季優勝：佛教大
2部春季優勝：京都教育大
1部秋季優勝：京都先端科学大
2部秋季優勝：京都外国語大
  - 広島六大学野球連盟
春季優勝：近大工学部
秋季優勝：近大工学部
  - 中国地区大学野球連盟
1部春季優勝：環太平洋大
2部春季優勝：福山大
3部春季優勝：鳥取大
4部春季優勝：岡山理科大
1部秋季優勝：環太平洋大
2部秋季優勝：岡山商科大
3部秋季優勝：島根県立大
4部秋季優勝：岡山県立大
  - 四国地区大学野球連盟
1部春季優勝：松山大
2部春季優勝：高知大
1部秋季優勝：高知工科大
2部秋季優勝：香川大
  - 九州六大学野球連盟
春季優勝：福岡大
秋季優勝：九州国際大
  - 福岡六大学野球連盟
春季優勝：九州共立大
秋季優勝：九州共立大
  - 九州地区大学野球連盟
    - 北部九州ブロック1部春季優勝：日本文理大
    - 北部九州ブロック2部春季優勝：近大産業理工学部
    - 北部九州ブロック1部秋季優勝：日本文理大学
    - 北部九州ブロック2部秋季優勝：折尾愛真短大
    - 九州地区大学野球選手権南部九州ブロック大会：
    - 熊本県支部春季優勝：東海大九州キャンパス
    - 宮崎県支部春季優勝：宮崎産業経営大
    - 鹿児島県支部春季優勝：鹿屋体育大
    - 沖縄県支部春季優勝：沖縄大
    - 熊本県支部秋季優勝：東海大九州キャンパス
    - 宮崎県支部秋季優勝：宮崎産業経営大
    - 鹿児島県支部秋季優勝：鹿屋体育大
    - 沖縄県支部秋季優勝：沖縄大

### 高校野球

#### 男子
- 第94回選抜高等学校野球大会（3月19日[注 1] - 3月31日、阪神甲子園球場）

決勝：大阪桐蔭（近畿・大阪）18 - 1近江（近畿・滋賀）
大阪桐蔭は4年ぶり4度目の優勝
- 第104回全国高等学校野球選手権大会（8月6日 - 8月22日、阪神甲子園球場）

決勝：仙台育英（宮城）8 - 1下関国際（山口）
仙台育英は初優勝
- 第67回全国高等学校軟式野球選手権大会（8月24日 - 29日、明石トーカロ球場他）

決勝：中京（東海・岐阜） 4x - 3 あべの翔学（近畿・大阪）
中京は3年ぶり11回目の優勝
- 第77回国民体育大会（10月2日 - 10月5日：開催地：栃木県、硬式：宇都宮清原球場、軟式：栃木県総合運動公園硬式野球場）
  - 硬式の部優勝：大阪桐蔭（大阪） 5 -1 聖光学院（福島）[96]
    - 大阪桐蔭は4年ぶり4回目の優勝

  - 軟式の部優勝：作新学院（栃木） 0 - 0 鹿児島実業（鹿児島）(引き分け両校優勝）[97]

作新学院は7年ぶり9回目、鹿児島実業は初優勝
- 第53回明治神宮野球大会高校の部

決勝：大阪桐蔭（近畿・大阪）6 - 5 広陵（中国・広島）
大阪桐蔭は2年連続2回目の優勝

#### 女子
- 第23回 全国高等学校女子硬式野球選抜大会（3月26日 - 4月3日、加須きずなスタジアム・東京ドーム他）

決勝：福井工業大学福井（福井）2 - 1（延長10回タイブレーク）神戸弘陵学園（兵庫）
福井工業大学福井は初優勝
- 第26回 全国高等学校女子硬式野球選手権大会（7月22日 - 7月30日、つかさグループいちじま球場他、決勝は8月2日、阪神甲子園球場）

決勝：横浜隼人（神奈川）4 - 3(延長10回タイブレーク）開志学園（新潟）
横浜隼人は初優勝
- 第13回 全国高等学校女子硬式野球ユース大会（8月23日 - 8月30日、愛知県・岐阜県、決勝は8月30日、ナゴヤ球場）

決勝：神戸弘陵（兵庫）5 - 0花巻東（岩手）
神戸弘陵は2年連続5回目の優勝

## 死去

### 1月
- 4日 - 比屋根吉信：高校野球・大学野球指導者。興南高校野球部、京都大学硬式野球部元監督（* 1951年）[98]
- 10日 - 水島新司：漫画家、「ドカベン」「あぶさん」等多数の野球漫画をヒットさせた（* 1939年）[99]
- 16日 - ブライアン・デルナス（英語版）：元MLB指導者、元シアトル・マリナーズブルペンコーチ（* 1975年）[100]
- 21日 - 高橋二三男：元西鉄ライオンズ、太平洋クラブライオンズ、ロッテオリオンズ外野手、カナフレックス硬式野球部コーチ（* 1948年）[101]
- 22日 - 北本重二：元太陽ロビンス、阪急ブレーブス投手（* 1929年）[102]
- 27日 - ジーン・クラインズ（英語版）：元ピッツバーグ・パイレーツ他外野手、指導者（* 1946年）[103]
- 29日 - デビッド・グリーン：元セントルイス・カージナルス、近鉄バファローズ外野手（* 1960年）[104]
- 30日 - ジェフ・イニス（英語版）：元ニューヨーク・メッツ投手（* 1962年）[105]

### 2月
- 8日 - ジェラルド・ウィリアムズ（英語版）：元ニューヨーク・ヤンキース他外野手（* 1966年）[106]
- 9日 - ジェレミー・ジアンビ：元カンザスシティ・ロイヤルズ、オークランド・アスレチックス他外野手（* 1974年）[107]

### 3月
- 2日 - 今成泰章：元阪神タイガース、北海道日本ハムファイターズスカウト、今成亮太の実父（* 1955年）[108][109]
- 3日 - 三沢淳：元中日ドラゴンズ、日本ハムファイターズ投手、中日の二度のリーグ優勝に貢献（* 1952年）[110]
- 10日 - オダリス・ペレス：元ロサンゼルス・ドジャース他投手（* 1977年）[111]
- 16日 - ラルフ・テリー（英語版）：元ニューヨーク・ヤンキース他投手（* 1936年）[112]
- 18日 - 山本雅夫：元南海ホークス、読売ジャイアンツ、近鉄バファローズ外野手（* 1953年）[113]
- 22日 - 阪本敏三：元阪急ブレーブス他内野手、コーチ（* 1943年）[114]

### 4月
- 3日
  - 高橋千年美：元広島東洋カープ投手・球団代表（* 1931年）[115]
  - 坪田信義：グラブ職人（* 1933年）[116]
  - トミー・デービス：元ロサンゼルス・ドジャース他外野手（* 1939年）[117]
- 8日 - カール・ボレス：元サンフランシスコ・ジャイアンツ、近鉄バファローズ、西鉄ライオンズ外野手（* 1934年）[118]
- 19日
  - 足木敏郎：元中日ドラゴンズ投手、外野手、球団職員（* 1934年）[119]
  - 坂元信一：元那覇高校、琉球煙草投手（* 1942年）[120]

### 5月
- 12日 - 松永怜一：元野球日本代表、住友金属監督、アマチュア野球指導者（* 1931年）[121]
- 13日 - 熊﨑勝彦：検察官、弁護士、第13代日本野球機構コミッショナー（* 1942年）[122]
- 14日
  - デビッド・ウェスト：元ニューヨーク・メッツ、福岡ダイエーホークス他投手（* 1964年）[123]
  - 河村亮：日本テレビ放送網アナウンサー、同局アナウンス部専門部長、プロ野球実況者（* 1967年）[124][125]
- 21日 - ゴーディ・ウィンドホーン：元阪急ブレーブス他外野手（* 1933年）[126]
- 22日 - 岡本成機：元アマチュア野球選手・監督、元岡山県立岡山東商業高等学校野球部監督（* 1944年）[127]
- 23日 - ジョー・ピニャタノ：元ニューヨーク・メッツ他捕手（* 1929年）[128]
- 24日 - 三島直政：北海道帯広三条高等学校野球部、帯広北高等学校野球部元監督（* 1935年）[129]

### 6月
- 2日 - 出村義和：スポーツジャーナリスト、元『週刊ベースボール』編集長（* 1950年）[130]
- 9日 - 興津立雄：元広島東洋カープ内野手（* 1936年）[131]
- 23日 - レオ・ポサダ（英語版）：元カンザスシティ・アスレチックス外野手、ホルヘ・ポサダの叔父（* 1936年）[132]

### 7月
- 11日 - ダッキー・スコーフィールド（英語版）：元セントルイス・カージナルス他内野手（* 1935年）[133]
- 17日 - 久保山誠：元西鉄ライオンズ、阪急ブレーブス捕手、引退後に電気化学工業硬式野球部監督（* 1934年）[134]
- 21日 - 足高圭亮：元近鉄バファローズ球団代表、編成部長（* 1952年）[135]
- 22日 - ドワイト・スミス：元カリフォルニア・エンゼルス他外野手（* 1963年）[136]
- 23日 - 枇杷阪明：元ニッポン放送アナウンサー、プロ野球実況者（* 1932年）[137]
- 31日 - 谷村友一：元プロ野球審判員（* 1927年）[138]

### 8月
- 19日 - ジョン・ウォッケンファス（英語版）：元デトロイト・タイガース他投手、捕手、内野手（* 1949年）[139]
- 26日 - ピーター・バーンサイド：元ワシントン・セネターズ、阪神タイガース他投手（* 1930年）[140]
- 31日  - リー・トーマス：元ボストン・レッドソックス、ロサンゼルス・エンゼルス、南海ホークス他外野手・指導者・球団経営者、元フィラデルフィア・フィリーズGM（* 1936年）[141]

### 9月
- 5日 - マーク・リッテル（英語版）：元カンザスシティ・ロイヤルズ、セントルイス・カージナルス投手（* 1953年）[142]
- 7日
  - 高橋昭雄：元アマチュア野球選手・監督、元東洋大学硬式野球部監督（* 1948年）[143]
  - 應武篤良：元アマチュア野球選手・監督、元新日本製鐵君津、早稲田大学野球部、崇徳高校野球部監督（* 1958年）[144]
- 11日 - アンソニー・バルバロ：元アトランタ・ブレーブス他投手、警察官（* 1984年）[145]
- 19日 - モーリー・ウィルス：元ロサンゼルス・ドジャース他内野手、6年連続盗塁王、1962年に当時の世界記録シーズン104盗塁を記録、阪急ブレーブスに在籍したバンプ・ウィルスの父（* 1932年）[146]
- 25日 - 池永正明：元西鉄ライオンズ投手、5年で103勝挙げるも、『黒い霧事件』に巻き込まれ永久失格処分を受けた（* 1946年）[147]
- 26日 - 鈴木幸雄：元阪急ブレーブス投手、元智弁和歌山高校野球部コーチ（* 1932年）[148]
- 29日 - ヘクター・ロペス（英語版）：元カンザスシティ・アスレチックス、ニューヨーク・ヤンキース外野手・内野手（* 1929年）[149]

### 10月
- 8日 - 藤尾茂：元読売ジャイアンツ捕手・外野手（* 1934年）[150]
- 9日 - 柴田保光：元西武ライオンズ・日本ハムファイターズ投手、元日本ハムファイターズコーチ、平成最初のノーヒットノーラン達成者（* 1957年）[151]
- 13日
  - 酒井清人：元ヤクルトスワローズ球団社長（* 1936年）[152]
  - ブルース・スーター：元セントルイス・カージナルス他投手、アメリカ野球殿堂（* 1953年）[153]

### 11月
- 11日 - 村田兆治：元ロッテオリオンズ投手、元福岡ダイエーホークスコーチ、通算215勝（* 1949年）[154]
- 13日 - チャック・カー（英語版）：元フロリダ・マーリンズ他外野手、1993年ナショナルリーグ最多盗塁（* 1967年）[155]
- 20日 - 尾上旭：元中日ドラゴンズ、近鉄バファローズ内野手（* 1959年）[156]

### 12月
- 1日 - ゲイロード・ペリー：元サンフランシスコ・ジャイアンツ他投手、野球殿堂（* 1938年）[157]
- 8日 - 村井保雄：アマチュア野球選手・指導者、元興國高等学校野球部監督（* 1934年）[158]
- 9日 - 畠山佳久：野球用具メーカーハタケヤマ取締役会長（* 1954年）[159]
- 13日 - カート・シモンズ（英語版）：元フィラデルフィア・フィリーズ他投手（* 1929年）[160]
- 19日
  - トム・ブラウニング：元シンシナティ・レッズ他投手（* 1960年）[161]
  - 皆川康夫：元東映フライヤーズ、広島東洋カープ投手（* 1947年）[162]
- 20日 - デニー・ドイル（英語版）：元フィラデルフィア・フィリーズ、ボストン・レッドソックス他内野手（* 1944年）[163]
- 27日 - フレッド・バレンタイン：元ボルチモア・オリオールズ、ワシントン・セネタース、阪神タイガース外野手（* 1935年） [164]